# Comment j'ai gagné la guerre
Pour plus de détails, voir Fiche technique et Distribution.
Comment j'ai gagné la guerre (How I Won the War) est un film britannique d'humour noir, réalisé par Richard Lester, interprété par Michael Crawford et John Lennon, sorti en 1967.
Le film utilise un éventail de styles tels que des vignettes, directement à la caméra et des docu-fictions pour raconter l'histoire de la 3e troupe fictive, des 4e mousquetaires et de leurs mésaventures pendant la Seconde Guerre mondiale. Le scénario adopte une attitude comique et absurde envers le conflit à travers la campagne du désert occidental à la mi-fin 1942 jusqu'à la traversée du dernier pont intact sur le Rhin à Remagen au début de 1945.
Durant le tournage de ce film à l'automne 1966, à Almeria (Andalousie), John Lennon compose Strawberry Fields Forever. Pendant son séjour à Almería, Lennon avait loué une villa appelée Santa Isabel que lui et sa femme Cynthia Lennon partageaient avec sa co-star Michael Crawford et sa femme de l'époque, Gabrielle Lewis. Les portes en fer forgé de la villa et la végétation luxuriante environnante ressemblaient à Strawberry Field, un jardin de l'Armée du Salut près de la maison d'enfance de Lennon ; c'est cette observation qui a inspiré Lennon à écrire « Strawberry Fields Forever » pendant le tournage. La villa a ensuite été transformée en Maison du Cinéma, un musée consacré à l'histoire de la production cinématographique dans la province d'Almería. Un film espagnol, Living Is Easy with Eyes Closed (2013), tourne autour du tournage à Almería et ce titre est aussi le deuxième couplet de la chanson précitée écrite et composée par John Lennon
Le film est sorti en France le 14 février 1968.

## Synopsis
Le lieutenant Goodbody est un officier (pas régulier) en temps de guerre incompétent, idéaliste, naïf et presque implacablement chauvin. L'un des principaux thèmes subversifs du film est les tentatives ou tentations répétées du peloton de tuer ou de se débarrasser autrement de sa responsabilité totale de commandant. Alors que l'incompétence de Goodbody et ses tentatives de bravoure conduisent à la disparition progressive de l'unité, il survit, avec le déserteur persistant de l'unité et un autre de ses protégés qui se retrouvent confinés aux soins psychiatriques. Chaque fois qu'un personnage est tué, il est remplacé par un acteur en uniforme rouge vif, bleu ou vert de la Seconde Guerre mondiale, dont le visage est également coloré et obscurci de sorte qu'il semble être un petit soldat vivant. Cela renforce les comparaisons répétées de Goodbody entre la guerre et le jeu.

## Fiche technique
- Titre : Comment j'ai gagné la guerre
- Titre original : How I Won the War
- Réalisation : Richard Lester
- Scénario : Charles Wood d'après le roman de Patrick Ryan
- Musique : Ken Thorne
- Photographie : David Watkin
- Montage : John Victor Smith
- Production : Richard Lester
- Société de production : Petersham Pictures
- Pays :  Royaume-Uni
- Genre : Comédie noire
- Durée : 109 minutes
- Dates de sortie : 
  -  Royaume-Uni : 19 octobre 1967
  -  France : 14 février 1968
- Affiche : Raymond Elseviers (Belgique)

## Distribution
- Michael Crawford : Lt. Goodbody
- John Lennon : Musketeer Gripweed
- Roy Kinnear : Clapper
- Lee Montague : Transom
- Jack MacGowran : Juniper
- Michael Hordern : Grapple
- Jack Hedley : Melancholy Musketeer
- Karl Michael Vogler : Odlebog
- Ronald Lacey : Spool
- James Cossins (en) : Drogue
- Ewan Hooper : Dooley
- Alexander Knox : Général américain
- Robert Hardy : Général britannique
- Sheila Hancock : Amie de Mrs. Clapper
- Charles Dyer : Happy-Trousered Man
- Bill Dysart : Paratrooper
- Paul Daneman : Skipper
- Peter Graves : Staff Officer
- Jack May : Toby
- Kenneth Colley : 2nd Replacement
- Jane Birkin, Jacqueline Bisset et Charlotte Rampling ne sont pas créditées.